# Megachile fulvifrons
Megachile fulvifrons är en biart som beskrevs av Smith 1858. Megachile fulvifrons ingår i släktet tapetserarbin, och familjen buksamlarbin. Inga underarter finns listade i Catalogue of Life.